# Altenhausen
Altenhausen ist eine Gemeinde im Landkreis Börde in Sachsen-Anhalt. Sie gehört der Verbandsgemeinde Flechtingen an.

## Geografie
Altenhausen liegt ca. fünf Kilometer nördlich von Erxleben in der Magdeburger Börde.

### Gemeindegliederung
Ortsteile der Gemeinde:
- Altenhausen
- Emden
- Ivenrode

## Geschichte
Am 30. September 1928 wurde der Gutsbezirk Altenhausen mit der Landgemeinde Altenhausen vereinigt.
Auf Grund der §§ 17 und 18 der Gemeindeordnung für das Land Sachsen-Anhalt (GO LSA) beschlossen die Gemeinderäte der Gemeinden Altenhausen (am: 19. Mai 2008), Emden (am: 19. Mai 2008) und Ivenrode (am: 6. Mai 2008), dass ihre Gemeinden aufgelöst und zu einer neuen Mitgliedsgemeinde einer Verbandsgemeinde gemäß § 2 Abs. 7 Satz 4 Gemeindeneugliederungs-Grundsätzegesetz (GemNeuglGrG) vereinigt werden. Mit dem Inkrafttreten des Vertrages am 1. Januar 2010 wurden die selbstständigen Gemeinden Altenhausen, Emden und Ivenrode aufgelöst. Die neue Gemeinde erhielt den Namen Altenhausen.

## Politik

### Gemeinderat
Laut der Kommunalwahl am 6. Dezember 2009 hat der Gemeinderat 12 Mitglieder. Die Wahlbeteiligung lag bei 61,22 %.
Weiteres Mitglied des Gemeinderates und dessen Vorsitzender ist der Bürgermeister.

### Bürgermeister
Matthias Horsika ist seit 1. Januar 2021 amtierender ehrenamtlicher Bürgermeister. Wolfgang Behrends war langzeitig Bürgermeister der Gemeinde Altenhausen.

### Wappen
Das Wappen wurde am 18. März 2011 durch den Landkreis Börde genehmigt und unter der Nr. 3/2011 im Landesarchiv Sachsen-Anhalt registriert.
Blasonierung: „Im Göpelschnitt geteilt; vorn in Blau ein achtstrahliger facettierter goldener Stern, hinten in Gold wachsend eine blaugekleidete schwarzhaarige Magd mit silberner Schürze, in der rechten Hand drei grüne Ähren und in der linken Hand eine schwarze Harke haltend, unten in Grün ein bewurzelter silberner Baumstumpf mit frisch ausgeschlagenen silbernen Buchenblättern.“
Das Wappen wurde vom Hundisburger Thomas Rystau gestaltet.

## Geschichte Ortsteil Altenhausen

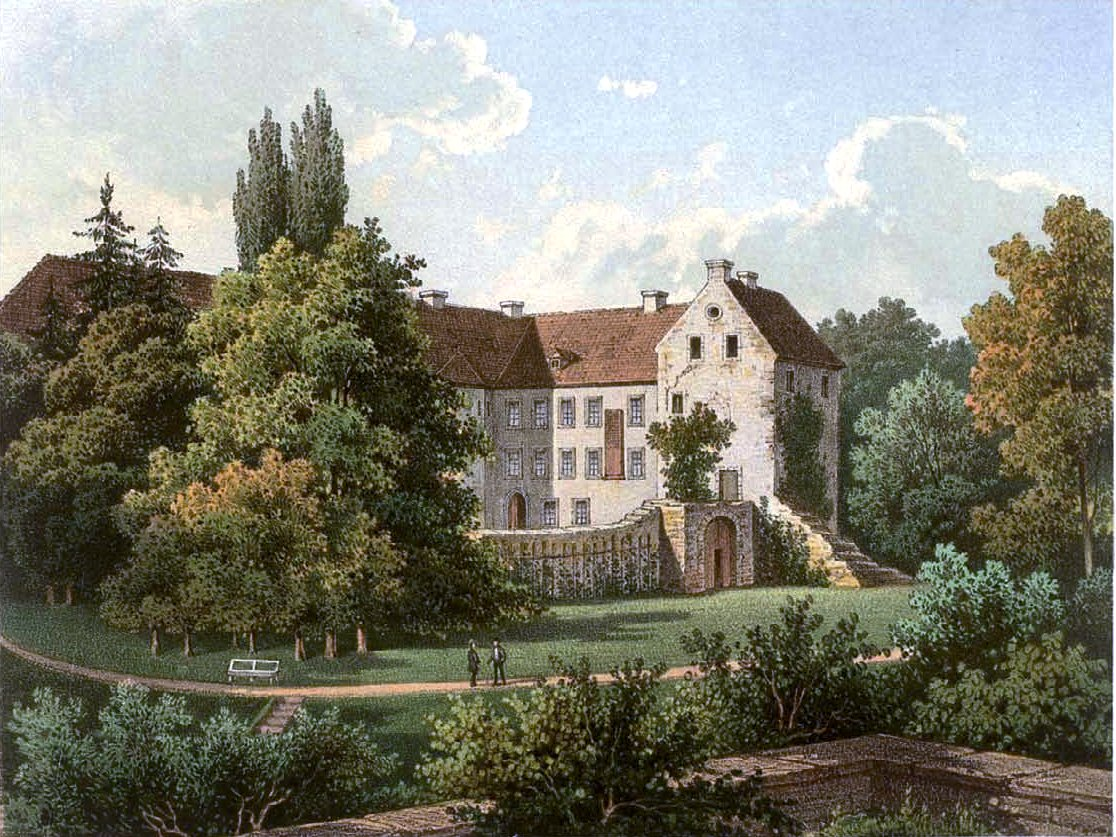
Schloss Altenhausen um 1860, Sammlung Alexander Duncker

Altenhausen entstand in der Zeit der Karolinger. In der Mitte des 12. Jahrhunderts war Aldenhusen eine bedeutende Burg und befand sich im Besitz der Grafen von Veltheim-Osterburg. Teilweise führten sie auch die Bezeichnung Graf von Altenhausen. Das Haus Osterburg erlosch 1242 und soll von den Herzögen von Braunschweig beerbt worden sein. Diese erkannten jedoch bereits 1244 die Lehnshoheit der Magdeburger Bischöfe an. Zwischen 1267 und 1277 hatten die Markgrafen von Brandenburg einen hälftigen Anteil an der Jagd zu Altenhausen.
In den Jahren 1475 und 1485 ging Altenhausen in den Besitz derer von der Schulenburg über. Durch Matthias von der Schulenburg wurde 1524 in Altenhausen die Reformation eingeführt.
Schwerste Zerstörungen erlitt Altenhausen während des Dreißigjährigen Kriegs. 1625 gelang dem General Wallensteins von Schlick die Besetzung der Burganlage. Christian von Braunschweig konnte sie jedoch zurückerobern und brandschatzte von dort aus die Umgebung. Im Jahr 1631 plünderten kaiserliche, 1636 sächsische und schwedische Truppen Altenhausen.
Nach Beendigung des Krieges war das Gut Altenhausen von 1653 bis 1774 an zwei Mitglieder der Familie von der Schulenburg aufgeteilt. Den von der Schulenburg standen die Gerichtsbarkeit, das Patronatsrecht, der Zehnte und die Dienste zu.
Die heute noch das Ortsbild prägenden Gebäude der Burganlage entstanden im 15. und 16. Jahrhundert. Ein Umbau erfolgte Ende des 19. Jahrhunderts. In dieser Zeit entstand auch das im Stil der Neogotik errichtete Herrenhaus und der Bergfried.

## Bauwerke

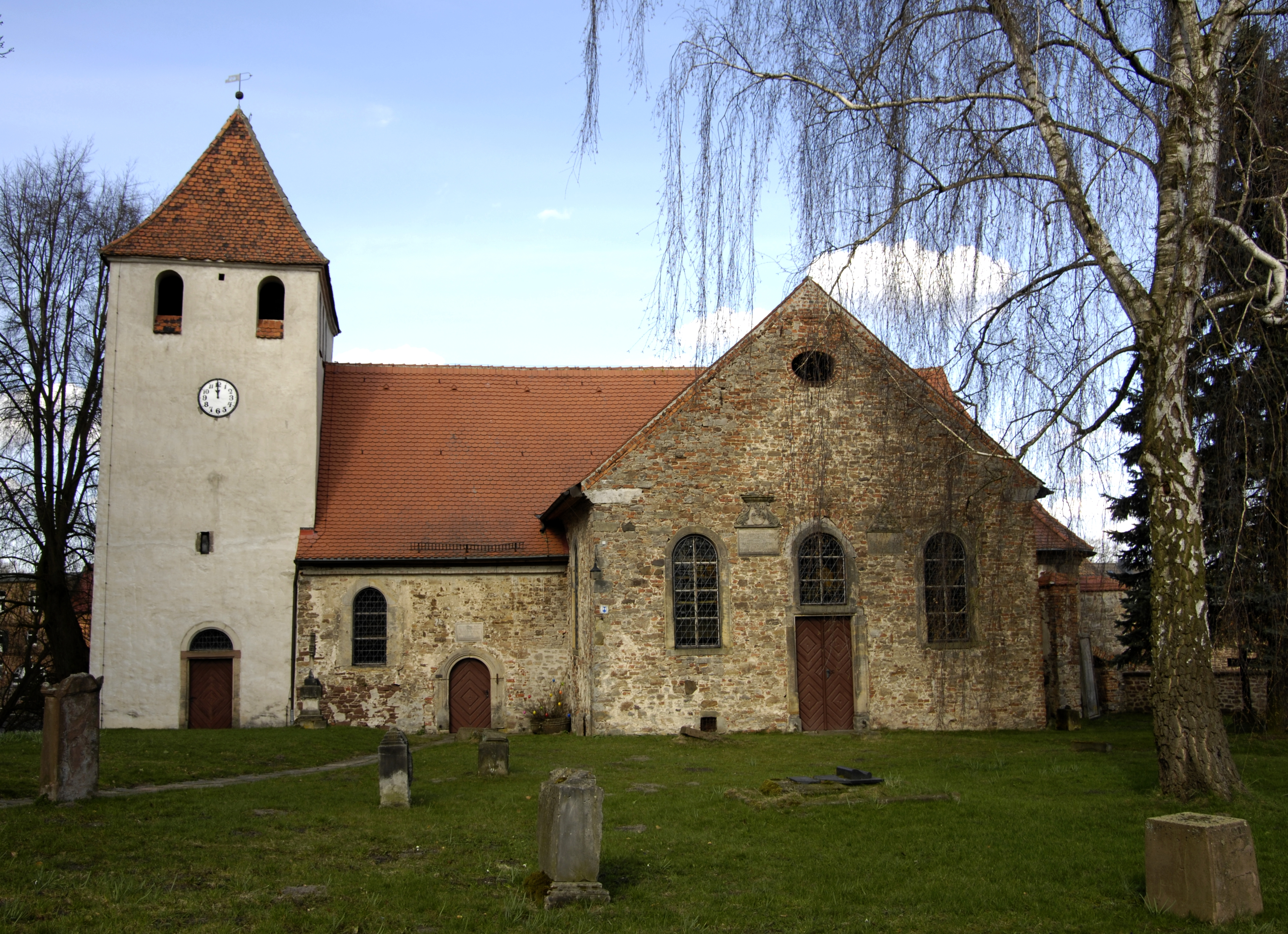
Kirche in Altenhausen im April 2010

- Das Alexandertor wurde von Alexander von der Schulenburg im Jahr 1696 erbaut.
- Schloss Altenhausen, erbaut im 15. Jahrhundert.
- Trinitatiskirche, 1594 erbaut.

Die in der Gemeinde befindlichen Kulturdenkmale sind in der Liste der Kulturdenkmale in Altenhausen eingetragen, die Bodendenkmale in der Liste der Bodendenkmale in Altenhausen.

## Wirtschaft und Infrastruktur

### Verkehrsanbindung
Zur Bundesstraße 1, die Braunschweig mit Magdeburg verbindet, sind es in südlicher Richtung ca. fünf Kilometer. Die Bundesautobahn 2 (Anschlussstelle Eilsleben) wird nach 8 km erreicht. Altenhausen liegt an der Landesstraße 25, die Erxleben mit Calvörde verbindet. Altenhausen liegt an der ausschließlich im Güterverkehr befahrenen Bahnstrecke Haldensleben–Weferlingen.

## Persönlichkeiten

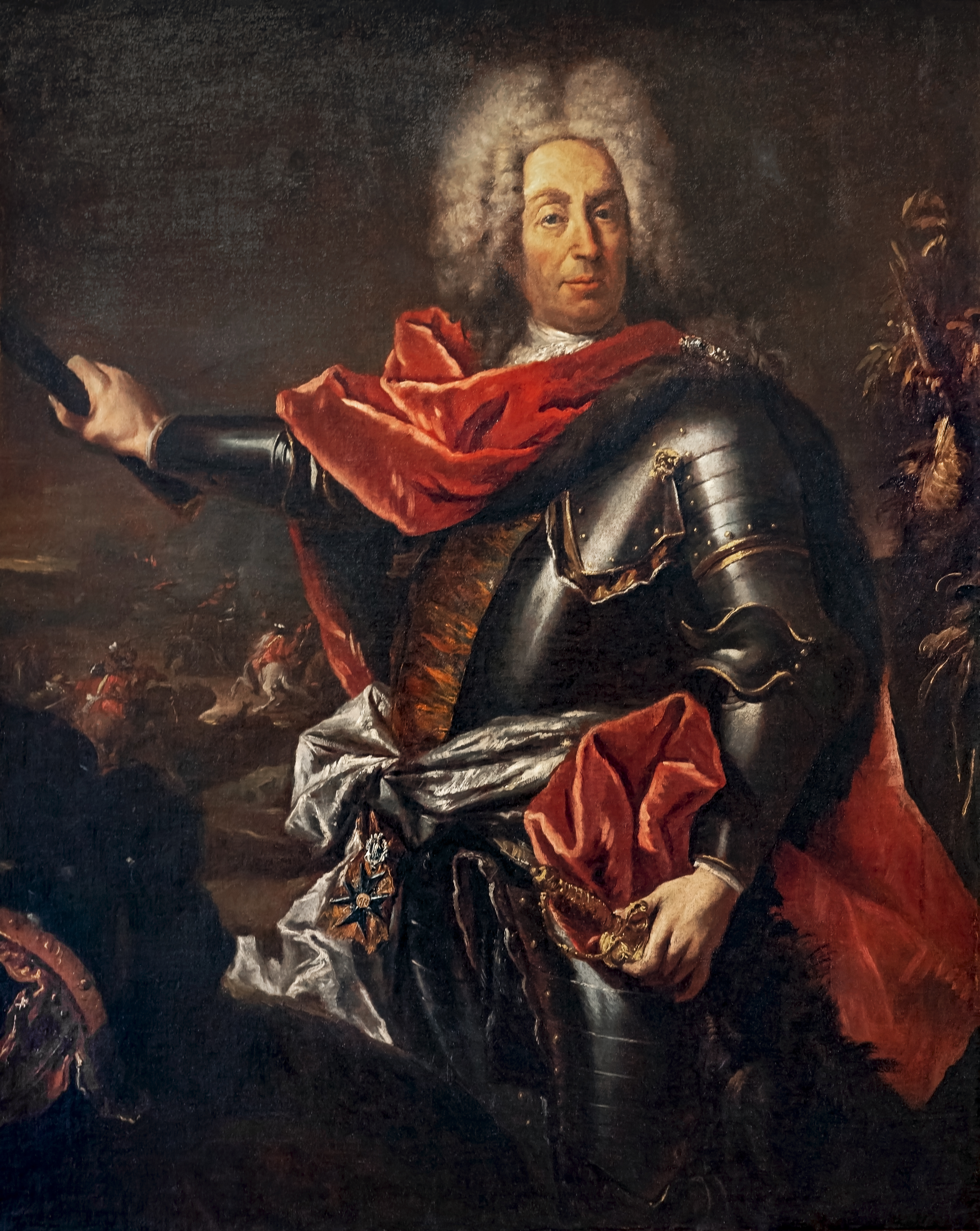
Matthias Johann Graf von der Schulenburg
(Gemälde von Giovanni Antonio Guardi, 1741)

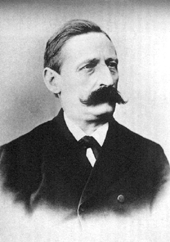
Gustav Maas

- Gustav Adolf von der Schulenburg (1632–1691), Geheimrat und Kammerpräsident
- Matthias Johann von der Schulenburg (1661–1747), preußischer Generalfeldmarschall
- Daniel Bodo von der Schulenburg (1662–1732),  königlich-polnischer und kurfürstlich-sächsischer Generalleutnant sowie ab 1720 Erb-, Lehn- und Gerichtsherr
- Alexander von der Schulenburg (1662–1733), kurfürstlich braunschweig-lüneburgischer Generalleutnant und Gouverneur von Celle
- Melusine von der Schulenburg (1667–1743), Mätresse des braunschweig-lüneburgischen Kurfürsten und englischen Königs Georg I.
- Hermann von der Schulenburg, (1794–1860), preußischer General
- Karl Ludwig von der Schulenburg (1799–1880), preußischer Gutsbesitzer, Versicherungsdirektor und Abgeordneter
- Wilhelm Appuhn (1804–1882), evangelischer Theologe
- Hermann von der Schulenburg (1829–1865), preußischer Offizier und Kapuziner
- Gustav Maass (1830–1901), Botaniker, Heimatforscher; lebte von 1862 bis zu seinem Tode im Ort und betrieb von hier aus seine Forschungen.
- Wilhelm Rauch (1871–1952), Heimatdichter; lebte zunächst in Altenhausen, ab ca. 1922 bis zu seinem Tode in Gutenswegen.